# Pulau Anak Bukom
Pulau Anak Bukom (en chinois : 安娜毛广岛, en malais : குட்டி புக்கும் தீவு) est un îlot situé dans le Sud de l'île principale de Singapour, au sud de Pulau Bukom. 

## Géographie
Pulau Anak Bukom s'étend sur environ 80 m de longueur pour une largeur approximative de 50 m. L'îlot est proche d'un deuxième îlot nommé Pulau Bukom Kechil.